# 紀元前214年
紀元前214年（きげんぜん214ねん）

## 他の紀年法
- 干支 : 丁亥
- 日本
  - 皇紀447年
  - 孝元天皇1年
- 中国 : 秦 - 始皇33年
- 朝鮮 :
- ベトナム :
- 仏滅紀元 : 331年
- ユダヤ暦 :

## できごと
- 2月21日（孝元天皇元年1月14日） - 第8代天皇・孝元天皇が即位
- 秦の始皇帝が派遣した2人の大将の任囂（中国語版）と趙佗が、4年の努力を経て、嶺南を平定する。始皇帝は南海郡・桂林郡・象郡の3つの郡を置き、任囂を南海郡尉とし趙佗を龍川県の県令とする。
- 蒙恬がオルドス地方の匈奴を追い払い、河南地に44の県を置く。臨洮から遼東に至る万里の長城を築く。

## 誕生
- カルネアデス - 古代ギリシアの哲学者（+ 紀元前129年）